# Палаццо Молин-Эриццо
Палаццо Молин-Эриццо (итал. Palazzo Molin Erizzo) или Палаццо Эриццо-алла-Маддалена (итал. Palazzo Erizzo alla Maddalena) — дворец в Венеции с видом на Гранд-канал, расположенный в районе Каннареджо. Дворец в готическом стиле, построен в XV веке для семейства Молин, но вследствие брака в 1650 г. перешёл в собственность семейства Эриццо. Главный зал расписан Андреа Челести